# Pierścień zerowy
Pierścień zerowy – pierścień, którego działanie multiplikatywne (mnożenie) daje zawsze w wyniku element neutralny działania addytywnego (zero).

## Definicja
Niech {\displaystyle (R,+,\cdot )} będzie pierścieniem. Pierścień nazywamy zerowym, gdy
Parser nie mógł rozpoznać (SVG (MathML może zostać włączone przez wtyczkę w przeglądarce): Nieprawidłowa odpowiedź („Math extension cannot connect to Restbase.”) z serwera „http://localhost:6011/pl.wikipedia.org/v1/”:): {\displaystyle \forall_{x, y \in R}\; x \cdot y = 0.}